# Jeff Webb
Jeffrey William „Jeff” Webb (ur. 6 lipca 1948) – amerykański koszykarz, występujący na pozycji obrońcy, mistrz NBA z 1971.

## Osiągnięcia

### NCAA
- Uczestnik rozgrywek:
  - Sweet 16 turnieju NCAA (1968, 1970)
  - sezonu regularnego konferencji Big-8 (1968, 1970)

### NBA
- Mistrz NBA (1971)[1]